# Néstor Guillén Olmos
Néstor Guillén Olmos (La Paz, 28 de janeiro de 1890 — La Paz, 1966) foi um político boliviano e presidente de seu país entre 21 de julho de 1946 e 17 de agosto de 1946.